# Assassino no banco de trás
O assassino no banco de trás (também conhecida como Farol Alto ) é uma lenda urbana comum conhecida principalmente nos Estados Unidos e Reino Unido. Foi observada pela primeira vez pelo folclorista Carlos Drake em 1968 em textos coletados por estudantes da Universidade de Indiana.

## Lenda
A lenda envolve uma mulher que está dirigindo e sendo seguida por um estranho em um carro ou caminhão. O perseguidor misterioso pisca seus faróis alto. Quando ela finalmente chega em casa, ela percebe que o motorista estava tentando avisá-la de que havia um homem (um assassino, estuprador ou paciente com transtorno mental escapado) escondido em seu banco de trás. Cada vez que o homem se sentava para atacá-la, o motorista de atrás usava seus faróis altos para assustar o assassino, no qual ele se abaixava.
Em algumas versões, a mulher para em um posto de gasolina para abastecer, e o atendente pede-lhe para entrar para resolver um problema com seu cartão de crédito. Dentro da estação, ele pergunta se ela sabe que há um homem em seu banco de trás. (Um exemplo desta versão pode ser visto no episódio de 1998 de Millennium, "The Pest House".)

## Interpretações
A história é muitas vezes contada com uma moral. O atendente é muitas vezes um lenhador, um camionista ou um homem de aparência suspeita: alguém que a condutora desconfia sem razão. Ela assume que é o atendente que quer lhe fazer mal, quando na realidade é ele quem salva sua vida.

## Na cultura popular
- No filme de John Carpenter, Halloween (1978), a personagem Annie Brackett é assassinada quando ela entra no carro e o assassino Michael Myers se esgueira por trás do banco de trás e corta sua garganta.
- O filme Urban Legend (1998) começa com este cenário.[5]